# Korostova, Lanivți
Korostova (în ucraineană Коростова) este un sat în comuna Pecirna din raionul Lanivți, regiunea Ternopil, Ucraina.

## Demografie
Componența lingvistică a localității Korostova
     Ucraineană (100%)
Conform recensământului din 2001, toată populația localității Korostova era vorbitoare de ucraineană (100%).